# لشكام (دهشال)
لشکام (بالفارسية: لشکام) هي قرية تقع في إيران في قسم دهشال الريفي. يقدر عدد سكانها بـ 371 نسمة بحسب إحصاء 2016.